# 네덜란드계 캐나다인
네덜란드계 캐나다인(네덜란드어: Nederlandse Canadezen)은 네덜란드인 조상을 전부 또는 일부 둔 캐나다인이다. 2006년 캐나다 인구 조사에 따르면, 네덜란드계 혈통을 전부 또는 일부 둔 캐나다인은 1,035,965명이었다. 이 숫자는 2016년에 1,111,655명, 즉 전체 캐나다 인구의 약 4.2%로 증가했다.

## 역사
캐나다에 처음 온 네덜란드인들은 연합 제국 충성파 중의 네덜란드계 미국인이었다. 가장 큰 이주 물결은 19세기 말에서 20세기 초에 대규모의 네덜란드인들이 캐나다 서부 정착을 도왔을 때였다. 이 시기 동안 상당수의 사람들이 토론토와 같은 주요 도시에도 정착했다. 제1차 세계 대전으로 중단되었던 이 이주는 1920년대에 다시 시작되었지만, 대공황과 제2차 세계 대전 동안 다시 멈췄다.
제2차 세계 대전 이후, 네덜란드를 해방시킨 캐나다 군인들의 전쟁 신부들을 포함한 많은 수의 네덜란드 이민자들이 캐나다로 이주했다. 캐나다에는 공식적으로 1,886명의 네덜란드 전쟁 신부가 있었으며, 이는 영국 전쟁 신부에 이어 두 번째로 많았다. 전쟁 중 캐나다는 율리아나 왕세녀와 그녀의 가족을 보호했다. 매년 5월에 열리는 캐나다 튤립 축제는 네덜란드에서 온 풍부한 튤립으로 그녀를 기념한다. 이러한 밀접한 관계 때문에 캐나다는 네덜란드 이민자들에게 인기 있는 목적지가 되었다. 캐나다 정부는 숙련공을 모집하며 이를 장려했다. 이 전후 이주 물결은 주로 토론토, 오타와, 밴쿠버와 같은 도시 중심지로 향했다. 전후 네덜란드의 경제 회복으로 캐나다로의 이민은 둔화되었다.
캐나다에서 가장 큰 소수 민족 집단 중 하나임에도 불구하고, 네덜란드계 캐나다인들은 빠르게 동화되는 경향이 있으며 네덜란드계 캐나다인 단체와 미디어는 상대적으로 적다. 중요한 기관 중 하나는 기독교 개혁교회 (북아메리카)로, 대부분의 교회가 앨버타주, 브리티시컬럼비아주, 온타리오주 전역에 분포한다. 토론토의 Institute for Christian Studies, 에드먼턴의 킹스 대학교, 온타리오주 앤캐스터의 Redeemer University College는 이 네덜란드 개혁/칼뱅주의 교단과 관련이 있다. Christian Schools International, Christian Labour Association of Canada, 그리고 Christian Farmers Federation of Ontario는 네덜란드계 캐나다인의 강력한 뿌리를 가진 조직들이다. 앨버트 반더마이(Albert VanderMey)는 그의 저서 "To All Our Children: The Story of The Postwar Dutch Immigration to Canada"에서 에드먼턴의 네덜란드계 캐나다 이민자들이 "신용 조합, 장례 기금, 세 개의 기독교 초등학교와 한 개의 기독교 고등학교, 그리고 노인 요양원을 설립했다"고 설명한다.
네덜란드계 캐나다인들은 문화적, 종교적 유산을 공유하기 때문에 긴밀한 공동체를 형성하는 경향이 있다. 이는 "더치 빙고"라는 농담으로 이어졌는데, 네덜란드계 캐나다인이 다른 네덜란드계 캐나다인의 성, 출생 도시, 교회, 그리고 다녔던 대학에 대해 질문함으로써 그들 사이의 연결 고리를 파악할 수 있다고 한다.

## 지리적 분포
이 섹션의 데이터는 2021년 캐나다 연방통계청의 자료이다.

### 주 및 준주
| 주 / 준주                             | 네덜란드계 비율 | 총 네덜란드계 |
| ------------------------------------- | --------------- | ------------- |
| 틀:나라자료 Alberta                   | 4.2%            | 174,625       |
| 틀:나라자료 British Columbia          | 3.9%            | 189,985       |
| 틀:나라자료 Manitoba                  | 3.3%            | 43,390        |
| 틀:나라자료 New Brunswick             | 1.8%            | 13,310        |
| 틀:나라자료 Newfoundland and Labrador | 0.4%            | 1,830         |
| 틀:나라자료 Northwest Territories     | 2.3%            | 940           |
| 틀:나라자료 Nova Scotia               | 2.9%            | 27,375        |
| 틀:나라자료 Nunavut                   | 0.5%            | 185           |
| 틀:나라자료 Ontario                   | 3.4%            | 478,860       |
| 틀:나라자료 Prince Edward Island      | 3.0%            | 4,465         |
| Quebec                                | 0.3%            | 22,385        |
| 틀:나라자료 Saskatchewan              | 2.7%            | 29,410        |
| 틀:나라자료 Yukon                     | 4.6%            | 1,825         |
| 틀:나라자료 Canada — 총계             | 2.7%            | 988,585       |

## 저명한 인물

### 학계
- 파르치발 코프스, 경제학자
- 시드니 판 덴 베르흐, 천문학자[19]
- 마들렌 본스마-피셔, 물리학자

### 예술 및 연예계
- 얼 W. 배스컴, 배우, 화가, 조각가
- 네브 캠벨, 배우
- 니콜 드 보어, 배우
- 사라 드 리유, 작가 (네덜란드계)
- 크리스틴 헤이거, 배우
- 어니스트 힐렌, 언론인
- 크리스틴 크룩, 배우
- 코르넬리우스 크리히호프, 화가
- 지그문트 브라우어, 작가, 대중 연사, 운동선수. 그의 어머니와 아버지 모두 제2차 세계 대전 이후 네덜란드에서 앨버타로 이주했다. 그는 1983년 캐나다 동계 경기에서 22세의 나이로 라켓볼(복식) 금메달을 획득했다.
- 로버트 네일러, 배우
- 마이클 온다치, 시인, 소설가, 편집자, 영화 제작자
- 파트리샤 로제마, 작가, 감독
- 소냐 스미츠, 배우 (네덜란드계)[20]
- 코비 스멀더스, 배우
- 제시카 스틴, 배우
- 도로시 스트래튼, 모델
- 아리타 반 헤르크, 작가
- 로라 밴더부트, 배우
- 전소미, 가수 겸 작곡가
- 케빈 지거스, 배우 겸 모델
- 마틴 쿠프리, 셰프, 작가, 치즈 제조업자
- 아이작 크래그텐 (2002년생), 배우

### 사업
- 윌리엄 코넬리우스 반 호른, 캐나디안 퍼시픽 철도 사장

### 농업
- 비보 루트비히

### 정치 및 공무원
- 마이클 총, 웰링턴-핼튼 힐스 보수당 국회의원
- 로메오 달레어, 르완다 집단학살 당시 유엔 르완다 지원단 평화 유지군 사령관, 전 자유당 상원의원, 인도주의자[21]
- 스티븐 드 부어, 스위스 제네바 세계무역기구 주재 캐나다 대사 겸 상임 대표
- 해리 드 용, 1986년부터 1994년까지 애버츠퍼드 사회신용당 의원
- 마이크 드 용, 1994년부터 애버츠퍼드 자유당 의원
- 사이먼 드 종, 전 서스캐처원주 신민주당 연방 국회의원
- 제이콥 드 위트, 하 캐나다 입법부 의원, 캐나다주 입법부 의원
- 릭 다익스트라, 2006년부터 2015년까지 세인트캐서린스 보수당 국회의원 및 의회 비서
- 프레드 아이젠버거, 전 해밀턴 (온타리오주) 시의원 및 시장
- 존 게레트센, 전 킹스턴 (온타리오주) 시장, 전 온타리오 주 의원 및 지방 내각 장관
- 새뮤얼 홀랜드 (측량사), 왕실 공병대원이자 초대 영국령 북아메리카 측량 총감
- 아일링 크레이머, 서스캐처원 입법부 역사상 최장기 재임 의원
- 데이비드 매튜스, 미국 독립 혁명 당시 뉴욕의 전 시장이었던 미국 충성파로, 노바스코샤주에 정착하여 주요 행정가가 되었다.
- 존 오스트롬, 첫 네덜란드 태생 국회의원, 윌로우데일 진보 보수당 소속[22]
- 케이스 오테스, 전 토론토 시의원; 멜 라스트만 시장 밑에서 부시장을 지냈으며 토론토-댄포스 선거구 중 하나를 대표한다.
- 막시밀리앙 폴라크, 1981년부터 1989년까지 생트-안의 퀘벡 자유당 의원
- 에게르톤 라이어슨, 감리교 목사이자 공교육 옹호자, 어퍼 캐나다 교육감
- 피터 스토퍼, 1997년부터 2015년까지 새크빌-이스턴 쇼어 신민주당 국회의원
- 레아 테일러 로이, 2019년부터 오로라-오크 리지스-리치먼드 힐 자유당 국회의원
- 제이콥 반 버스크크, 1805년부터 1818년까지 노바스코샤주 하원의 셸번 카운티 대표
- 존 반 동언, 1995년부터 2013년까지 애버츠퍼드 자유당 의원
- 앤서니 반 에그몬드, 어퍼캐나다 개혁 운동의 구성원이자 어퍼 캐나다 반란의 반군 지도자
- 데이브 반 케스터런, 채텀-켄트-리밍턴 보수당 국회의원
- 빌 반더 잘름, 제28대 브리티시컬럼비아주 주지사[23]
- 애덤 스워트 베더, 1897년부터 1898년까지 웨스트민스터-칠리왁 브리티시컬럼비아주 의원
- 엘리자베스 위트머, 전 진보 보수당 의원, 온타리오 내각 장관 및 온타리오 작업장 안전 및 보험 위원회 의장

### 스포츠
- 얼 W. 배스컴, 로데오 개척자, 캐나다 스포츠 명예의 전당에 헌액된 첫 로데오 챔피언, "현대 로데오의 아버지"
- 카일 베커, 축구 선수
- 테드얀 블루먼, 올림픽 스피드 스케이팅 선수, 캐나다 태생 아버지와 함께 네덜란드에서 태어남[24]
- 제프 뷰크붐, 은퇴한 NHL 아이스하키 선수
- 제이 부미스터, 전 NHL 아이스하키 선수
- 트로이 브라우어, 전 NHL 아이스하키 선수
- 피트라 버카, 올림픽 피겨 스케이팅 선수, 네덜란드 태생[25]
- 피터 드보어, 전 아이스하키 선수이자 현 NHL 감독
- 캘빈 드 한, 뉴욕 레인저스의 NHL 선수
- 제이슨 드 보스, 은퇴한 프로 축구 선수
- 그렉 드 브리스, 전 NHL 아이스하키 선수
- 칼 다이크하위스, 아이스하키 선수; 마크 브로드윈(천체물리학자)의 첫 사촌
- 스티브 다이크스트라, 전 NHL 아이스하키 선수
- 해리 게리스, 레슬링 선수
- 댄 햄휴스, 전 NHL 아이스하키 선수
- 에드 호크스트라, 전 NHL 아이스하키 선수
- 빌 호가봄, 미네소타 노스 스타스와 디트로이트 레드윙스의 은퇴한 NHL 선수
- 페르디 카디올루, 축구 선수
- 슬레이터 쾨쿠크, 에드먼턴 오일러스의 NHL 선수
- 닉 쿠이퍼, 전 아이스하키 선수
- 트레버 린든, 은퇴한 아이스하키 선수이자 전 밴쿠버 커넉스의 NHL 단장
- 드와이트 로데베헤스, 축구 선수, 감독
- 조지 몸버그, "킬러 칼 크루프"라는 예명으로 알려진 프로 레슬링 선수
- 맷 머레이, 토론토 메이플리프스의 NHL 골텐더
- 제이크 머진, 토론토 메이플리프스의 수비수
- 조 뉴언다이크, 전 NHL 아이스하키 선수, 하키 명예의 전당 회원 및 전 댈러스 스타스 단장
- 베른 니옌하위스, 스피드 스케이팅 선수, 2006년 동계 올림픽에서 네덜란드를 대표함[26]
- 피트 피터스, 전 NHL 아이스하키 선수
- 폴 포스트마, 아이스하키 선수
- 대니얼 스프롱, 시애틀 크라켄의 NHL 아이스하키 선수
- 에릭 스톨, 플로리다 팬서스의 NHL 아이스하키 선수
- 재러드 스톨, 전 아메리칸 하키 리그 (AHL) 샬럿 체커스의 아이스하키 선수
- 조던 스톨, 캐롤라이나 허리케인스의 NHL 아이스하키 선수
- 마크 스톨, 플로리다 팬서스의 NHL 아이스하키 선수
- 에버트 반 벤템, 스피드 스케이팅 선수, 1985년과 1986년 엘프스테덴토흐트 우승자
- 웨인 반 도르프, 전 NHL 아이스하키 선수
- 데비 반 키케벨트, 육상 선수
- 애덤 반 코에베르던, K-1 500m 올림픽 금메달리스트; 그의 성은 네덜란드 도시 쿠보르던과 관련이 있다.
- 로렌 반 오스텐, 수영 선수
- 욘 판 어트 스히프, 축구 선수, 현 그리스 축구 국가대표팀 감독
- 존 반 복스미어, 전 NHL 아이스하키 선수
- 라이언 반덴버스케, 전 NHL 아이스하키 선수
- 켈리 반더비크, 알파인 스키 선수
- 데이비드 반 데르 굴릭, 전 NHL 아이스하키 선수
- 마이크 반데르야그트, NFL 역사상 가장 정확한 키커; 인디애나폴리스 콜츠와 댈러스 카우보이스에서 활약
- 짐 반더미어, NHL 아이스하키 선수
- 피트 반더미어, 전 아이스하키 선수
- 마이크 반 린, 전 NHL 아이스하키 선수이자 현 토론토 메이플리프스 보조 코치
- 팻 베르비크, 전 NHL 아이스하키 선수
- 토냐 버빅, 스포츠 레슬링 선수, 올림픽 3회 메달리스트
- 노아 베르후번, 아틀레티코 오타와의 축구 선수
- 크리스 베르스튀흐, 시카고 블랙호크스의 은퇴한 NHL 아이스하키 선수
- 미치 베르스튀흐, 전 아이스하키 선수
- 데니스 베르베르헤르트, 전 NHL 아이스하키 선수
- 존 웬싱크, 전 NHL 아이스하키 선수
- 이피 위체스, 레이싱 드라이버
- 스티브 아이저먼, 디트로이트 레드윙스의 은퇴한 NHL 선수
- 마르셀 드 용

## 같이 보기
- 캐나다-네덜란드 관계
- 네덜란드계 미국인
- Edmonton Dutch Canadian Centre
- 유럽계 캐나다인

## 내용주
1. ↑  반더마이가 언급하는 고등학교는 Edmonton Christian High School이고 신용 조합은 Christian Credit Union이다.